# Бабин Поток (Доњи Вакуф)
Бабин Поток је насељено место у Босни и Херцеговини, у општини Доњи Вакуф, које административно припада Федерацији Босне и Херцеговине. Према попису становништва из 2013. у насељу је живјело 103 становника.

## Становништво
По последњем службеном попису становништва из 1991. године, у насељу Бабин Поток живело је 307 становника. Становници су претежно били Срби.
| Националност       | 1991.        | 1981. | 1971. |
| Срби               | 287 (93,49%) |       |       |
| Муслимани          | 11 (3,58%)   |       |       |
| Хрвати             | 1 (0,33%)    |       |       |
| остали и непознато | 8 (2,60%)    |       |       |
| Укупно             | 307          |       |       |